# Acanthodactylus ilgazi
Acanthodactylus ilgazi es una especie de lagarto del género Acanthodactylus, familia Lacertidae, orden Squamata. Su longitud hocico-respiradero es de 73,60–77,40 mm.

## Distribución
Se distribuye por Turquía.

## Taxonomía
Fue descrita por Kurnaz & Şahin en 2021.
Tratamiento taxonómico
La especie aparece registrada y publicada en Contribution to the Taxonomic Knowledge of Acanthodactylus (Squamata, Lacertidae): Description of a New Lacertid Lizard Species from Eastern Anatolia, Turkey. Journal of Wildlife and Biodiversity.